# 岡島 (福島市)
岡島（おかじま）は、福島県福島市の大字である。郵便番号は960-8201。

## 地理
福島市東部地区に属し、地区北部に位置する。南で山口と、西で岡部、本内と、北で鎌田、伊達市保原町上保原と、西で伊達市保原町高成田とそれぞれ隣接する。町村制施行以前の岡島村の流れを汲む地域である。阿武隈川の平地が広がり、住宅地や農地が広がるほか、縄文時代の遺跡である宮畑遺跡が発見された。市境付近には丘陵地帯が広がり、福島工業団地が造成されている。上町に所在する 福島警察署及び天神町に所在する福島消防署がそれぞれ管轄にあたる。岡島の名称は、1876年に岡本村と中島村が統合され岡島村が成立したことに由来する。

### 河川
- 胡桃川

### 主な字
- 赤沼
- 荒小屋
- 大戌ケ森
- 岡本
- 鹿野
- 上岡本
- 上ノ平
- 川原
- 川前
- 源氏山
- 作田入
- 笹ノ森
- 獅々田
- 菖蒲田
- 砂入
- 高松
- 竹ノ内
- 竹林
- 段橋
- 天神平
- 戸切場
- 中島
- 中屋敷
- 中原
- 長岬
- 泥理
- 東
- 古屋舘
- 前畑
- 三島
- 宮沢
- 宮沢前
- 宮田
- 宮畑
- 向
- 向中島
- 問答山
- 薬師入
- 薬師前

## 歴史
- 1889年（明治22年）4月1日 - 町村制の施行により信夫郡岡山村が発足。旧岡島村域は岡山村の大字となる。
- 1947年（昭和22年） 3月10日 - 岡山村が福島市へ編入され、福島市の大字となる。

## 世帯数と人口
2022年（令和4年）3月31日現在の世帯数と人口は以下の通りである。
| 大字 | 世帯数  | 人口   |
| ---- | ------- | ------ |
| 岡島 | 492世帯 | 1107人 |

## 小・中学校の学区
市立小・中学校に通う場合、学区は以下の通りとなる。
| 番地 | 小学校             | 中学校                 |
| ---- | ------------------ | ---------------------- |
| 全域 | 福島市立岡山小学校 | 福島市立福島第三中学校 |

## 交通

### 鉄道
- 当地域に鉄道施設は無い。最寄り駅はJR東北本線福島駅

### 道路
- 国道115号
- 福島県道4号福島保原線
- 福島県道387号飯坂保原線
- 福島市道11号山口宮沢線
- 福島市道19号鎌田笹谷線

### バス
福島交通路線バス
- （福島駅方面） - 岡島 - 向鎌田 - （月の輪・保原方面）
  - 月の輪経由梁川
  - 月の輪経由保原
  - 月の輪台団地
  - 蓬莱小経由月の輪・医大
- （福島駅方面） 大旦東 - … - 岡島 - 向鎌田 - （月の輪・保原方面）
  - 東部支所経由月の輪台団地

## 施設
- 宮畑遺跡（じょーもぴあ宮畑）
- 福島工業団地
  - トッパンインフォメディア
  - 日本ドライケミカル
  - 第一印刷
  - ジーエルサイエンス
- 砂入団地
- 岡島郵便局